# Ivars Kalniņš
Ivars Edmunds Kalniņš (in russo И́вар Эдмунд Ка́лныньш?, Ivar Edmund Kalnyn'š; Riga, 1º agosto 1948) è un attore lettone.

## Filmografia parziale
- Anima (1981)
- Drongo (2002)